# Griessee
Přehradní jezero Griessee nalézající se ve švýcarském kantonu Valais je jednou z nejvýše položených vodních nádrží ve Švýcarsku. Nádrž slouží k výrobě elektřiny v elektrárně Aegina AG.

## Poloha
Jezero se nachází na území kdysi samostatné obce Ulrichen, která dnes patří k obci Obergoms. Napájí ho ledovec Gries a přirozeným odtokem jezera je řeka Mändelibach, jejíž voda se přes Griesseebach a Ägene u Ulrichenu vlévá do řeky Rhôna.
K nádrži se dostanete po silnici přes Nufenenpass. Od západní rampy vede na jih k nádrži asi 2 km dlouhá horská silnice. Na jihu vede přes průsmyk Griespass do Itálie stará soumarská stezka. Vedle Griessee byla v roce 2011 uvedena do provozu první turbína větrné farmy Gries.

## Využití
Po třech letech výstavby byla přehrada Griessee dokončena v roce 1966. Vodu z jezera využívá společnost Kraftwerk Aegina AG, která je z poloviny vlastněna společností Rhonewerke a z poloviny společností Maggia-Kraftwerke. Provozuje jeskynní elektrárnu Altstafel, která má výkon 9,2 MW a ročně dodá do sítě 21,6 milionu kWh energie. Téměř 80 % energie se vyrábí v zimním pololetí. Do řídicího centra se vstupuje z komory na dně přehrady šikmým výtahem.
Odpadní voda z Altstafelu je vedena tunelem pod hranicí kantonu do kantonu Ticino, kde ji dále využívá společnost Maggia Kraftwerke AG. Nejprve se vlévá do jezera Lago di Robièi, poté je využívána třemi dalšími vodními díly až k jezeru Lago Maggiore, a to Bavona, Cavergno a Verbano u obce Brissago.
Vysoký využitelný spád mezi nádrží ve výšce 2387,5 m n. m. a jezerem Maggiore ve výšce 194 m n. m. znamená, že voda v jezeře Griessee má velmi vysoký potenciál pro výrobu elektřiny. Akumulační kapacita 18 milionů m³ může zajistit výrobu 15 milionů kWh v Altstafelu a dalších 63 milionů kWh v elektrárnách Maggia Kraftwerke AG na cestě dolů do údolí, což dohromady činí 78 milionů kWh. To znamená, že jeden metr krychlový vody z Griessee může na své cestě do údolí poskytnout 4,3 kWh, což je jedna z nejvyšších hodnot energetického ekvivalentu ve Švýcarsku.